# Municipio de Maple Ridge (condado de Beltrami)
El municipio de Maple Ridge (en inglés, Maple Ridge Township) es un municipio ubicado en el condado de Beltrami, Minnesota, Estados Unidos. Según el censo de 2020, tiene una población de 113 habitantes.

## Geografía
La localidad está ubicada en las coordenadas 47°43′09″N 95°02′20″O / 47.71917, -95.03889 (47.719168, -95.038969). Según la Oficina del Censo de los Estados Unidos, tiene una superficie total de 94.02 km², de la cual 88.47 km² corresponden a tierra firme y 5,55 km² es agua.

## Demografía
Según el censo de 2020, hay 113 personas residiendo en la localidad. La densidad de población es de 1,28 hab./km². El 79.6 % son blancos, el 9.7% % son amerindios y el 10.6% son de dos o más razas. No hay habitantes hispanos ni latinos de ninguna raza.